# 노미 루이즈
노미 루이즈(Nomi Ruiz, 1986년 ~ )는 미국의 싱어송라이터, 음악 프로듀서이다. 허큘리스 앤드 러브 어페어의 데뷔 앨범 보컬로 이름을 알렸다. 음악 트리오 디 원스와 콜라보하며, 현재 브루클린 기반 음악 트리오 제시카 6의 멤버이다.